# Fundação Rockefeller
Fundação Rockefeller é uma fundação criada em 1913 nos Estados Unidos da América, que define sua missão como sendo a de promover, no exterior, o estímulo à saúde pública, o ensino, a pesquisa e a filantropia. É caracterizada como associação beneficente e não-governamental, que utiliza recursos próprios para realizar suas ações em vários países do mundo, principalmente os subdesenvolvidos.

## Projeto MKULTRA e a Fundação

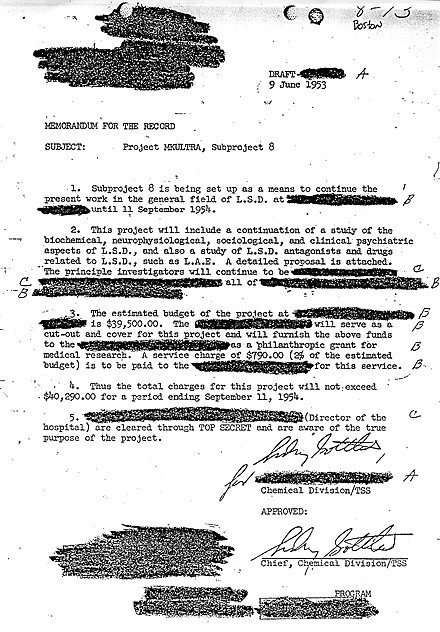
Aprovação por Sidney Gottlieb para sub projeto usando LSD.

O MKULTRA foi um projeto da CIA que envolveu controversos estudos psiquiátricos em que seres humanos foram utilizados como cobaias humanas, sem o consentimento destes e sem o conhecimento de que estavam sendo usados nestas experiências e, em alguns casos, acreditando estarem recebendo tratamento. O projeto foi iniciado em 1953 pelo diretor da CIA, Allen Welsh Dulles, que foi apontado para o cargo pelo presidente republicano Dwight D. Eisenhower. Entre os envolvidos estava Sidney Gottlieb que por sua vez liberou verbas para médicos como o agora infame Ewen Cameron, em Montreal, Canadá, e Harris Isbell. 
Como resultados das pesquisas, inúmeras vítimas tiveram suas vidas destruídas ou sofreram até a morte. Os recursos para tais pesquisas eram injetados de maneira que não pudesse ser feita a relação imediata com a CIA. Um dos meios era, por exemplo, através da Fundação Rockefeller, apesar da Fundação divulgar seu trabalho como sendo dedicado ao desenvolvimento de pesquisas médicas em beneficio da sociedade. Na atualidade, entidades como o Activistfacts  revelam ao grande público as fontes de financiamento de organizações como a Fundação Rockefeller. Nos anos 20 do século XX ajudou a financiar o programa Aktion T4 na Alemanha.

## Atividades no Brasil
No Brasil, a Fundação Rockefeller iniciou suas atividades em 1916 no Rio de Janeiro, em uma comissão médica com o objetivo de promover pesquisas científicas e ações de profilaxia das principais doenças endêmicas do país. Em 1917 instala-se no interior do estado, em Rio Bonito, o primeiro posto de tratamento à ancilostomose.
Na década de 1920, com o controle da saúde com o Departamento Nacional de Saúde Pública, a Fundação expande suas atividades no Brasil, criando postos em Minas Gerais e São Paulo. Em 1942 a Fundação retira-se do país, e os serviços prestados por ela são absorvidos pelo Serviço Especial de Saúde Pública.

## Covid-19
Recentemente, a Fundação Rockefeller iniciou uma iniciativa para acelerar a demanda global por vacinas contra a Covid-19.